# جائحة فيروس كورونا في ليختنشتاين
توثق هذه المقالة آثار جائحة فيروسات كورونا 2019-20 في ليختنشتاين، وقد لا تتضمن جميع الاستجابات والإجراءات الرئيسية المعاصرة.

## خلفية
في 12 يناير 2020، أكدت منظمة الصحة العالمية عن ظهور فيروس كورونا المستجد كسبب للمرض التنفسي الذي أصاب مجموعة من الأشخاص في مدينة ووهان، مقاطعة خوبي، الصين، إذ أُبلغ عنهم إلى منظمة الصحة العالمية في 31 ديسمبر 2019. كانت نسبة الوفيات بين الحالات المُشخصة بكوفيد-19 أقل بكثير من جائحة فيروس سارس في عام 2003، لكن انتقال العدوى كان أكبر، والوفيات أيضًا.

## الفترة الزمنية
في الثالث من مارس تم الإبلاغ عن اكتشاف الحالة الأولى في ليختنشتاين و تعود آلإصابة لشاب كان على تواصل مع شخص مصاب في سويسرا. عندما تطورت الأعراض لدى الشاب توجه إلى المستشفى الحكومي حيث تم التأكد من إصابته بالفيروس المستجد. و مازال الشاب معزولاََ في ذات المستشفى.

## روابط خارجية
- Worldwide Coronavirus Map, confirmed Cases – رسم خرائط لمسارات الحالات المؤكدة لفيروس كورونا.